# Platyproctus alendae
Platyproctus alendae är en insektsart som beskrevs av Bergevin 1932. Platyproctus alendae ingår i släktet Platyproctus och familjen dvärgstritar. Inga underarter finns listade i Catalogue of Life.